# A majmok bolygója (regény)
A majmok bolygója (franciául: La planète des singes) Pierre Boulle 1963-ban megjelent tudományos-fantasztikus könyve. A regény francia nyelven íródott, először Franciaországban jelent meg.
A könyv Magyarországon először 1971-ben jelent meg Kozmosz Fantasztikus Könyvek sorozatban. A regényt Kováts Miklós fordította magyar nyelvre.

## Történet
Ulysse Mérou, a francia újságíró 2500-ban két társával útnak indult, hogy távoli világokat ismerjenek meg. Utazásuk pár hónapja alatt a Földön valójában több száz év telt el. A Betelgeuze csillagrendszerbe érve stabil külső pályára állították az űrhajójukat, és leszálltak az ismeretlen, ám lakható bolygóra. Ebben a világban a meztelen – beszédre képtelen – emberekre az evolúció csúcsán álló majmok vadásztak. A főszereplő is fogságba került, a majmok az egyik városukba szállították, hogy a többi emberrel együtt kísérleteket végezzenek el rajta.

## Szereplők
- Ulysse Mérou űrhajós, fiatal újságíró, aki az expedícióról beszámolót készített
- Antelle professzor
- Arthur Levain
- Nova fiatal nő a Sororon, Ulysse Mérou társa, gyermekének anyja.
- Doktor Zira: csimpánznő a Soror bolygón. Az emberek tanulmányozásával foglalkozott, Ulysse Mérou egy idő után összebarátkozott vele.
- Cornélius: férfi csimpánz, dr. Zira párja, tudományos kutató, a bolygó múltja, történelme érdekli.
- Jinn és Phyllis – űrturisták

## Magyar kiadások
- A majmok bolygója. Tudományos fantasztikus regény; ford. Kováts Miklós, utószó Dr. Gánti Tibor; Móra, Bp., 1971 (Kozmosz fantasztikus könyvek), második kiadás: 1981 (Kozmosz fantasztikus könyvek)
- Pierre Boulle–Zórád Ernő: A majmok bolygója (képregényváltozat, 1981)

## Feldolgozások
A könyv számos filmfeldolgozást kapott, az első filmadaptációja A majmok bolygója 1968-ból, melyet 1973-ig négy, egyre kevésbé sikeres folytatás követett. A következő azonos című feldolgozás 2001-ben készült Tim Burton közreműködésével, mely szintén nem aratott osztatlan sikert. 2011-ben egy teljesen új feldolgozás készült A majmok bolygója: Lázadás címmel, amely a sikere miatt a következő években több szintén sikeres folytatást kapott, ezekben a kezdetektől kerül bemutatásra az intelligens majmok világának kialakulása, számos érdekes karakteren keresztül.